# Кінематограф Білорусі
Кінематограф Білорусі — один з видів художньої творчості в Республіці Білорусь.
Шаблон:Кінематограф Європи

## Кінематограф тоталітарної епохи
Демонструвати кінофільми на території Білорусі почали вже наприкінці XIX ст. Проте перші кінофільми білоруського виробництва з'явилися вже коли Білорусь входила в СРСР, отже, фактично із самого початку кінематограф був залежним від тоталітарного устрою. 

### 1920-ті роки. БілДержКіно
Кінематограф Білорусі бере свій початок у 1924 році, коли було створено «Білорусьфільм» — Державне управління по справам кінематографії. Перші хронікальні плівки було створені в 1925 році на першотравневій демонстрації оператором М. Леонтьєвим.
Першим художнім фільмом є режисера Юрій Тарича (1885–1967). Основною сюжету є повість Михася Чарота «Свинопас». У героїко-пригодницькому жанрі режисер розповідає про партизанську боротьбу білорусів у період Громадянської війни. У головній ролі знявся непрофесійний актор Л. Данілов. Кінофільм відзначається типовою білоруською атмосферою, пейзажем, побутом.
Фільм «До завтра» (1929) розповідає про розділ Білорусі. Події відбуваються на території Західної Білорусі в першій білоруській гімназії. Персонажі чітко поділяються на два табори — цинічних поляків й добрих, відданих учнів гімназії. Молоді герої ведуть підпільну агітацію. Твори Тарича значно вплинули на подальший розвиток Білоруського кіно.
У 1928 було створено картину «Кастусь Калиновський» В. Гардіна.

### 1930-ті роки
Як і в кінематографі інших країн, в Білорусі 1930-х рр. з'являються перші звукові фільми, режисери засвоюють звукозорову образність. Зміст фільмів заідеологізовано, що характерно для всіх республік СРСР.
У 1930 р. Ю. Тарич створив першу звукову кінопрограму «Переворот» — використання звуку носило експериментальний характер. У 1932 р. режисер В. Корш-Саблін зняв фільм «Перший взвод». У ньому звук вперше виступив художнім елементом. Музику для кінофільму створював І. Дунаєвський, що активно використовував мелодії білоруських народних і солдатських пісень.
Режисер А. Файнціммер, письменник Ю. Тінянов й композитор С. прокофьєв на початку 1930-х років працювали над кінофільмом «Поручик Кіже». Для роботи характерні гротескова стилістика, сатиричність. Проте керівництво білоруської кіностудія розкритикувало кінофільм за формалізм.
У 1933 році Е. Аршанський створив кінофільм про долю людини в епоху «великого перелому» — «Двічі народжений». Головну роль виконав актор В. Крилович.
Визнання глядача знайшла кіноплівка «Шукачі щастя» В. Корш-Сабліна, 1936.
У ці роки були створені перші фільми для дітей — режисери Ю. Вінокуров, Г. Кроль; І. Бахар, Л. Молчанов «Поліські робінзони», 1934.
Кіностудія «Радянська Білорусь» до 1939 року існувала на території ленінградської студії, тому фільми виробництва цієї студії втрачали білоруський колорит.

### 1941-1945-й роки. Воєнний час
У роки німецько-радянської війни білоруські кінодокументалісти брали участь у зйомках фільмів «Розгром німецьких військ під Москвою», «День війни», «Народні месники», «Бій за Вітебськ», «Мінськ наш», «Бобруйський казан». Оператори кінохроніки (Мойсей Беров, І. Вайнеровіч, Володимир Цитрон і Володимир Цеслюк) у складі Центральної студії документальних фільмів знімали фронтові репортажі. Партизанську кінолітопис створили оператори Мінської студії кінохроніки та інших студій країни: Микола Биков, Є. Комаров, Оттілія Рейзман, Марія Сухова, Семен Школьніков та інші.
Організована в Алма-Аті на базі Центральної об'єднаної кіностудії група творчих працівників білоруського кіно створила альманах «Білоруський кінозбірник» (Володимир Корш-Саблін і Юрій Таріч). У 1942—1944 роках група білоруських кінодіячів на базі Центральної студії документальних фільмів випускала кіножурнал «Радянська Білорусь», в 1944 зняла повнометражний документальний фільм «Звільнення Радянської Білорусі» (Володимир Корш-Саблін і Микола Садкович) і фільм-концерт «Живи, рідна Білорусь!» (Володимир Корш-Саблін і Микола Садкович)

### 1945-1950-ті роки. Повоєнні роки. Білорусьфільм
В 1945 кіностудія художніх фільмів «Радянська Білорусь» відновила свою діяльність. В 1946 її перейменували в «Білорусьфільм».
Перші роки після війни здебільшого випускалися документальні фільми та кіножурнали.
У першій половині 50-х років екранізуються театральні постановки.

### 1960-ті
У 1960 році було побудовано нову будівлю студії, де почали роботу три творчі об'єднання: художніх фільмів, документальних «Літопис» та телевізійних «Телефільм», майстерня мультиплікаційних фільмів. У 1961—1968 роках існувала Мінська студія науково-популярних і хронікально-документальних фільмів. У 1962 році засновано Союз кінематографістів БРСР.
З початку 1960-х років значна увага приділяється як історичним фільмам: «Червоне листя» (Володимир Корш-Саблін, 1958), «Москва — Генуя» (Олексій Спешнев за участю Володимира Корш-Сабліна і Павла Арманда, 1964), «Я, Франциск Скорина…» (Борис Степанов, 1970) і ін., так і фільмам для дітей та юнацтва: «Місто майстрів» (Володимир Бичков, 1965), «Анютина дорога» (Лев Голуб, 1967), «Ми з Вулканом» (Валентин Перов, 1969).

### 1970-ті
В 1970-ті роки на «Білорусьфільм» приходять нові режисери зі свіжими поглядами на кінематограф.
Помітні фільми про війну цього періоду: «Батька» (Борис Степанов, 1971), «Полум'я» (Віталій Четвериков, 1974), «Вовча зграя» (Борис Степанов, 1975), «Чорна береза» (Віталій Четвериков, 1977).
У 1976 році до 50-ти річчя виходу фільму «Лісова бувальщина» створений і відкритий Музей історії білоруського кіно.

### 1980-ті
На початку 1980-х років з'являються такі комедії як «Культпохід в театр» (Валерій Рубінчик, 1982), «Білі роси» (Ігор Добролюбов, 1983).
На телебаченні 80-ті роки були відзначені успіхом багатосерійної телевізійної епопеї «Державний кордон» (Борис Степанов, В'ячеслав Нікіфоров та Геннадій Іванов, 1980—1988), а також двосерійним фільмом «Не покидай» (Леонід Нечаєв, 1989).
Подією 1985 став знятий до 40-річчя Перемоги авторський фільм Елема Клімова за сценарієм Алеся Адамовича «Іди і дивись».

## Період незалежності

### 1990-ті
1990-ті роки відзначаються певним застоєм у творчих та економічних процесах національного кінематографа. Хоча в це десятиліття і випущено понад 60 повнометражних фільмів, однак в умовах соціально-політичних змін більшість з них виявилися незатребуваними прокатними організаціями. Після встановлення диктатури Лукашенка у 1995 популярності набув фільм На чорних лядах.
У 1997 році Указом Президента Республіки Білорусь кіностудії «Білорусьфільм» присвоєно статус Національної.

### 2000-ні
У 2000 році виходить фільм «У серпні 44-го...» (Михайло Пташук). З картиною Михайла Пташука на кіностудію «Білорусьфільм» повернулася її основна тема — німецько-радянської війни. Уже в рік випуску на телеканалі «НТВ» фільм був показаний в рубриці «Класика військового кіно».
Одним з найбільш помітних періодів сучасного етапу розвитку національного кіно став 2007 рік: «Білорусьфільм», за повідомленням БЕЛТА, випустила 7 художніх і 5 анімаційних фільмів. Студія «Літопис» випустила 29 документальних фільмів. За цей рік фільми кіностудії брали участь у тридцяти міжнародних і регіональних кінофестивалях і отримали близько 30 нагород.

### 2020-ті
Під час масових протестів у Білорусі проти диктатури Лукашенка вийшов 

фільм про національного поета Білорусі Янка Купалу

## Альтернативний кінематограф
Незалежне кіно Білорусі, як художнє або соціальне подія в національному мистецтві, проявляється досить рідко і несистематично.
Деякі критики першим незалежним білоруським фільмом вважають «Випадок з пацаном» (Сергій Лобан, 2000), що отримав Гран-прі на московському фестивалі «Любити кіно». Бюджет зйомок становив еквівалент 1000 доларів. В основі сюжету — історія молодої людини, яка поступово приходить до висновку, що «найкращі варіанти життєвого шляху в Білорусі — співпраця з КДБ або опозицією, що фінансується з західних джерел» (у редакції газети «Московський комсомолець»).
Можна відзначити спірний фільм «Окупація. Містерії» (Андрій Кудіненко, 2004), представлений на МКФ в 2004 році і 40-му фестивалі в Карлових Варах. Погляд режисера на події в західній Білорусі часів війни відрізняється від сформованої культурної традиції героїзації партизанської боротьби народу з окупантами. Перегляд історії заздалегідь виключає позитивний прийом фільму більшістю глядачів країн колишнього СРСР. Режисер так описує свою позицію: «Тема окупації для Білорусі — основна тема її існування, тому що наша країна завжди була під окупацією — польська окупація, російська, німецька, французька … Все білоруси — партизани, і тема партизан і війни — це свята для Білорусі тема». Білорусь відкликала у картини прокатне посвідчення, а оглядач «Російської газети» висловився, що «фотокадри з фільму виглядають як типова розлога журавлина з оперетковими партизанами і жаркими постільними сценами».